# Роговской, Александр Иванович
Алекса́ндр Ива́нович Роговской (2 июля 1848 — 19 апреля 1917) — русский военный и государственный деятель, генерал от инфантерии, Ломжинский губернатор, сенатор.

## Биография
Православный. Из дворян Санкт-Петербургской губернии.
Окончил 2-ю Санкт-Петербургскую военную гимназию (1864) и 1-е военное Павловское училище по 1-му разряду (1866), откуда был выпущен подпоручиком в 120-й пехотный Серпуховской полк. В следующем году был переведен в лейб-гвардии Московский полк.
Чины: прапорщик гвардии (1867), подпоручик (1870), поручик (1872), штабс-капитан (1874), капитан (1878), полковник (за отличие, 1883), генерал-майор (за отличие, 1893), генерал-лейтенант (за отличие, 1901), генерал от инфантерии (1905).
Участвовал в русско-турецкой войны 1877—1878 годов. За отличие в деле при переходе через Балканы был награждён орденом Святого Владимира 4-й ст. с мечами и бантом, а за отличие в битве под Горным Дубняком — орденом Святого Станислава 2-й ст. с мечами. Также был удостоен Золотого оружия «За храбрость».
В 1879 году был назначен ординарцем к начальнику штаба войск гвардии и Петербургского военного округа, а в 1881 — ординарцем, а затем адъютантом к командиру Гвардейского корпуса. В 1885 году был назначен адъютантом к принцу Ольденбургскому, а с 1893 года состоял при Его Высочестве.
Затем занимал пост Ломжинского губернатора (1896—1897). С 15 марта 1897 года был директором Императорского училища правоведения. В 1902—1905 годах состоял в распоряжении военного министра.
В 1905 году был уволен от службы с производством в генералы от инфантерии. 18 января 1911 года вернулся на службу чином генерала от инфантерии с назначением почетным опекуном Санкт-Петербургского присутствия Опекунского совета учреждений императрицы Марии. В мае 1915 года был назначен также сенатором.
Скончался 19 апреля 1917 года в Петрограде. Был женат на Лидии Георгиевне Кювель.

## Награды
- Орден Святого Станислава 3-й ст. (1872);
- Орден Святой Анны 3-й ст. (1876);
- Орден Святого Владимира 4-й ст. с мечами и бантом (1878);
- Орден Святого Станислава 2-й ст. с мечами (1878);
- Орден Святой Анны 2-й ст. с мечами (1878);
- Золотое оружие «За храбрость» (1878);
- Орден Святого Владимира 3-й ст. (1886);
- Орден Святого Станислава 1-й ст. (1896);
- Орден Святой Анны 1-й ст. (1903);
- Орден Святого Владимира 2-й ст. (1913);
- Орден Белого Орла (1916).

Иностранные:
- прусский орден Красного орла 4-й степени (1873);
- сербский орден Таковского креста 4-й степени (1877);
- вюртембергский Орден Фридриха 2-й ст. (1886);
- ольденбургский Орден Заслуг герцога Петра-Фридриха-Людвига, командорский крест (1890);
- ольденбургский Орден Заслуг герцога Петра-Фридриха-Людвига, большой командорский крест (1891);
- сербский орден Таковского креста 3-й степени (1892);
- черногорский Орден Князя Даниила I 3-й ст. (1893);
- черногорский орден Князя Даниила I 1-й степени (1894);
- бухарский Орден Золотой звезды 1-й ст. (1898);